# Taro Daniel
Taro Daniel (ダニエル 太郎 Danieru Tarō?,  n. 27 ianuarie 1993) este un jucător japonez de tenis. A câștigat un titlu ATP Tour la simplu la Istanbul Open 2018, șapte titluri ATP Challenger Tour la simplu. Cea mai bună clasare a sa la simplu este locul 58 mondial, în ianuarie 2024.